# 2010年8月臺灣
| << | 2010年8月 （民國99年） | >> |    |    |    |    |
| \| 日 \| 一 \| 二 \| 三 \| 四 \| 五 \| 六 \| \| 1 \| 2 \| 3 \| 4 \| 5 \| 6 \| 7 \| \| 8 \| 9 \| 10 \| 11 \| 12 \| 13 \| 14 \| \| 15 \| 16 \| 17 \| 18 \| 19 \| 20 \| 21 \| \| 22 \| 23 \| 24 \| 25 \| 26 \| 27 \| 28 \| \| 29 \| 30 \| 31 \| \| \| \| \| \| \| \| \| \| \| \| \| |                        |    |    |    |    |    |
| 臺灣新聞動態／維基新聞 |                        |    |    |    |    |    |
| 世界／中国大陆／臺灣 |                        |    |    |    |    |    |
| 日 | 一                     | 二 | 三 | 四 | 五 | 六 |
| 1 | 2                      | 3  | 4  | 5  | 6  | 7  |
| 8 | 9                      | 10 | 11 | 12 | 13 | 14 |
| 15 | 16                     | 17 | 18 | 19 | 20 | 21 |
| 22 | 23                     | 24 | 25 | 26 | 27 | 28 |
| 29 | 30                     | 31 |    |    |    |    |
| |                        |    |    |    |    |    |

## 8月1日
- 桃園縣提出的獎勵遷入戶籍政策，成功大幅吸引人口遷入，單在2010年6月已達25,700人淨遷入人數，並使人口數突破兩百萬人，順利跨越成為升格準直轄市的人口數門檻。自由時報

## 8月2日
曾雅妮於台灣時間2日凌晨贏得英國女子高爾夫公開賽冠軍。以總計277桿並一桿之差差險勝澳洲球員胡兒。此為其個人本季第二座，也是生涯第三座四大賽冠軍。自由時報

## 8月3日
中華青棒隊於加拿大雷灣舉行的在國際棒球總會主辦的2010年IBFA世界青棒錦標賽冠軍戰中取得IBAF世青賽冠軍。以8比4打敗澳洲隊。此次冠軍榮耀為自1983年奪冠後，睽違27年拿下第二座IBAF世青賽冠軍。蘋果日報 國語日報（页面存档备份，存于）

## 8月4日
中華民國總統府晚上表示，中華民國與新加坡簽訂洽簽自由貿易協定的意向書。這是台灣與大陸簽訂「兩岸經濟合作架構協議」ＥＣＦＡ後，第一個重要貿易國家與中華民國洽簽ＦＴＡ。中國時報 今日傳媒

## 8月5日
- 消基會公布2010年五月與經濟部標檢局共同進行的玩具安全檢測結果，發現有28款來自大賣場、玩具專賣店及購物網的玩具之中就有六款不合格，其中兩款可塑劑含量過高，易造成環境荷爾蒙汙染；另有一款芭比娃娃重金屬含量超標二點八倍，若被幼兒放入口中啃咬，將危害身體健康。國語日報-玩具可塑劑超標 幼童別啃咬Archive.today的存檔，存档日期2013-04-18

## 8月6日
中華民國金管會啟動首次銀行壓力測試。金管會為了解銀行授信部位的信用風險狀況，要求各銀行全面進行壓力測試，並要求在9月15日前回報測試結果。各銀行依金管會規範初估至少約有5％的房貸會被列入壓力測試高風險群中，以目前市場上購屋貸款額餘5.0242兆元計算，約有2,500億元高曝險部位。中時電子報-國銀房貸曝險2,500億

## 8月7日
- 兩岸民航局在廈門溝通直航班機增班事宜；雙方曾在5月達成增班協議，直航班機從每週共270班增為370班，雙方各50班。交通部民航局長尹承蓬傍晚表示：雙方已無爭議，對還未核准的新增航班下週起可全部重新申請，預期在8月底，新增航班就會陸續恢復。. 中央日報.[永久]

## 8月8日
- 消基會推動美牛輸台議定書應重啟談判的美牛公投提案確定無法超越連署門檻，無法超越第一階段的八萬六千份。消基會董事長謝天仁表示：公投連署困難重重，公投法非修不可！自由時報

## 8月10日
- 中部科學工業園區管理局決議裁示中科三、四期，明確表示在抗告裁定前，依法「應全面停工」但不停產，友達下半年預定裝機時程與旭能光電的營運將不受影響。居民委任律師痛批政府，蓄意曲解法令。相思寮自救會成員許博任表示，希望政府能夠帶頭守法，環評作業完備之前確實停止開發。

NOWnews - 自由時報

## 8月22日
- 中華青少棒代表隊在LLB世界青少棒賽與美國西南區代表隊爭奪世界冠軍一戰，以9:1大勝奪下世界冠軍。這是中華隊在LLB青少棒第18次奪冠。中時電子報

## 8月24日
- 味全味精出現仿冒品在市場上流通，臺北縣消保官介入調查。味全：回收無『雷射防偽標籤』之包裝。

NOWnews - 自由時報

## 8月25日
- 台中市翁奇楠槍擊案，殺手廖國豪投案。

NOWnews - 自由時報
- 兩岸警方動員3268人（大陸公安2720人，台灣警方548人），聯手破獲詐騙集團451人（台灣籍有186人、大陸籍264人、香港籍1人）。（湖南長沙「杰予」、「百達」、「和瑞」等商務諮詢公司，三合世紀貿易公司「武漢得意網」，台灣二類電信「韋帛」公司）

NOWnews - 自由時報
- 近十六萬人報考的四技二專統測爆舞弊，台中補教業者「北一」補習班涉嫌勾結「技專校院入學測驗中心」職員造假榜首。

NOWnews - 自由時報

## 8月26日
遠通電收於26日上午10時起到12月31日，於國道一號北上汐止收費站前路段，進行ETC計程系統整合測試。此舉是為了2012年（民國101年）12月即將全面改為里程計費方式並且將取代現行逐站收費方式。MSN新聞搜尋 （页面存档备份，存于）

## 8月27日
- 台北地方法院宣判第二波拉法葉艦軍購弊案，前海軍上校郭力恆被判刑15年、褫奪公權10年；郭問天判刑2年。全案仍可上訴。

NOWnews - 自由時報

## 8月28日
- 澎湖籍漁船「向前進3號」，下午3點在花嶼西南約22海里處，遭中國漁船「閩龍漁1088」號漁船攻擊。自由時報（页面存档备份，存于）
- 華光社區居民舉辦「守護家園，就地安置」遊行活動，上百住戶請總統馬英九實踐承諾，不要將住戶趕出家園。[聯合報2010/08/29 都更未安置 華光居民遊行]

## 8月30日
- 下午4點45分發生規模5.2地震，震央在宜蘭東北方39公里，深度17公里，屬於淺層地震，一度傳出龜山島地牛翻身。

NOWnews - 自由時報

## 8月31日
- 有南修、萊羅克和康伯斯等三個颱風同時接近台灣，海陸同時警戒。nownews（页面存档备份，存于）
- 立法院臨時會在8月19日三讀修正「卸任總統副總統禮遇條例」，以一審有罪為由，凍結前總統陳水扁禮遇金及事務費，引發陳水扁不滿。並透過辦公室發表不滿文章。nownwes（页面存档备份，存于）
- 南山人壽股權移轉案宣告破局！經濟部投審會昨召開委員會議，金管會以博智中策集團的「財務增資能力」與「長期經營承諾」兩大條件不足，否決該股權移轉案；勞委會也認為博智能給予南山業務員的長期承諾堪慮，投下反對票。

NOWnews - 自由時報
- 雪山隧道速限自11月1日起提高至90公里，假日車潮可望舒解。nownews